# Ángel Matos
Ángel Valodia Matos Fuentes (Holguín, 24 de dezembro de 1976) é um taekwondista cubano, campeão olímpico e pan-americano.
Ángel Matos competiu nos Jogos Olímpicos de Verão de 2000, 2004 e 2008, na qual conquistou a medalha de ouro, em 2000.

## Incidente nas Olimpíadas de Pequim 2008
Nos Jogos Olímpicos de Pequim, em 2008, durante a disputa pela medalha de bronze, Matos sofreu uma lesão no pé e solicitou o tratamento de seus treinadores. Tal atitude era permitida, mas apenas por um minuto - excedendo esse tempo, é assumido que a lesão era muito grave para continuar. O cubano passou por cima do tempo previsto, então os árbitros concederam a vitória ao cazaque Arman Chilmanov. Matos se enfureceu e chutou o juiz sueco Chakir Chelbat na cabeça. Após o ocorrido, Matos recebeu expulsão vitalícia de ambos Jogos Olímpicos e a Federação mundial de Taekwondo. 